# Daniel Sunjata
Daniel Sunjata est un acteur américain, né le 30 décembre 1971 à Evanston (Illinois).
Il est notamment connu pour son rôle de Franco Rivera dans la série télévisée Rescue Me : Les Héros du 11 septembre.

## Biographie
Daniel Sunjata Condon est né le 30 décembre 1971 à Evanston (Illinois). Il est le fils adoptif de parents de nationalité américaine, Catherine et Bill Condon.

### Carrière
Il commence à se faire connaître à partir des années 1990, avec Twelfth Night aux côtés de Helen Hunt.
En juillet 2012, Daniel Sunjata a été choisi pour interpréter l'un des rôles principaux de la série télévisée Graceland de Jeff Eastin (créateur de FBI : Duo très spécial). Elle est diffusée sur USA Network. En août de la même année, il obtient un rôle récurrent lors de la deuxième saison de la série télévisée Smash.

### Théories du complot à propos du 11 septembre 2001
Le 30 avril 2009, il annonce sa participation en tant que narrateur dans Loose Change: An American Coup, qui était le dernier d'une série de documentaires, collectivement connus sous le nom de Loose Change, qui argumentent que les attentats du 11 septembre 2001 ont été planifiés par le gouvernement des États-Unis. Il a aussi déclaré : « Je crois absolument à 100 pour cent à cette théorie ».
Les producteurs de la série télévisée Rescue Me, inspirés par les opinions des fans de l'acteur, ont créé une intrigue secondaire lors de la cinquième saison de la série, dans laquelle le personnage de l'acteur, Franco Rivera, suscite la controverse dans la caserne des pompiers quand il annonce ces mêmes points de vue à un journaliste.

## Filmographie

### Cinéma
- 2002 : Bad Company de Joel Schumacher : Officier Carew
- 2004 : Noël (Noel) de Chazz Palminteri : Marco
- 2004 : Brother to Brother de Rodney J. Evans : Langston
- 2004 : Melinda et Melinda (Melinda and Melinda) de Woody Allen : Billy Wheeler
- 2006 : Le Diable s'habille en Prada (The Devil Wears Prada) de David Frankel : James Holt
- 2009 : Hanté par ses ex (Ghosts of Girlfriends Past) de Mark Waters : Brad
- 2010 : Weakness de Michael Melamedoff : Alejandro
- 2012 : The Dark Knight Rises de Christopher Nolan : Capitaine Jones, forces spéciales du GPD
- 2012 : Recherche Bad Boys désespérément (One for the Money) de Julie Anne Robinson : Ricardo Carlos Manoso
- 2012 : Disparue (Gone) d'Heitor Dhalia : Sergent Powers
- 2013 : Generation Um... de Mark Mann : Charles[6]
- 2014 : Lullaby d'Andrew Levitas : Officier Ramirez[7]
- 2017 : Small Town Crime d'Eshom Nelms et Ian Nelms : Détective Pete Whitman

### Télévision

#### Séries télévisées
- 2000 : D.C. : Lewis Freeman
- 2000 / 2002 - 2004 : New York, unité spéciale : Un démineur / Burt Trevor
- 2001 : La Force du destin (All My Children) : Zachary Bell
- 2002 : Sex and the City : Louis Leroy
- 2003 : Ed : Danny Martin
- 2004 - 2011 : Rescue Me : Les Héros du 11 septembre (Rescue Me) : Franco Rivera
- 2005 : New York, police judiciaire (Law and Order) : Kenny Tremont
- 2006 : Love Monkey : Diego
- 2007 : The Bronx Is Burning : Reggie Jackson
- 2008 : Great Performances : Christian de Neuvillette
- 2009 : Lie to Me : Andrew Jenkins
- 2010 : 30 Rock : Chris
- 2010 - 2011 : Grey's Anatomy : Eli Lloyd
- 2013 : Smash : Peter Gilman
- 2013 - 2015 : Graceland : Paul Briggs
- 2016 : Notorious : Jake Gregorian
- 2017 : Animal Kingdom : L'avocat du criminel
- 2018 - 2019 : Manifest : Danny[7]
- 2019 : Happy! : Simon
- 2020 : The Twilight Zone : La quatrième dimension (The Twilight Zone) : Détective Peter Reece
- 2020 : Prodigal Son : Quentin Vosler
- 2020 : The Stand : Cobb
- 2020 : FreeRayShawn (#FreeRayShawn) : Commandant Nick Alavarez, SWAT
- 2021 - 2022 : Power Book II : Ghost : Dante « Mecca » Spears
- 2022 : Échos (Echoes) : Charlie
- 2023 : The Company You Keep :
- 2024 : High Potential : Adam Karadec

#### Téléfilms
- 2001 : Les Racines du destin (The Feast of All Saints) de Peter Medak : Christophe Mercier
- 2010 : Patricia Cornwell : Tolérance zéro (At Risk) de Tom McLoughlin : Win Garano
- 2010 : Trompe-l'œil (The Front) de Tom McLoughlin : Win Garano
- 2021 : Encore Noël ?! (Christmas... Again?!) d'Andy Fickman : Mike Clybourne

### Jeux vidéo
- 2002 : TOCA Race Driver : Nick Sanders / James Randall (voix)

## Voix françaises
En France, Tanguy Goasdoué,, est la voix française la plus régulière de Daniel Sunjata (5 fois : dans 3 séries télévisées et 2 films). Boris Rehlinger l'a également doublé à quatre reprises.
Au Québec, plusieurs comédiens doublent l'acteur. Il y a notamment Patrice Dubois qui l'a doublé à deux reprises.